# انتقام (فیلم ۲۰۱۹)
انتقام (به هندی: Badla) فیلمی محصول سال ۲۰۱۹ و به کارگردانی سوجوی گوش است. در این فیلم بازیگرانی همچون آمیتاب باچان، تاپسی پانو، آمریتا سینگ، مانو کائول، تونی لوک ایفای نقش کرده‌اند.
این فیلم دقیقاً بر اساس فیلم اسپانیایی مهمان نامرئی (The Invisible Guest)، محصول سال ۲۰۱۶ ساخته شده ‌است. در سال ۲۰۱۹ توسط کمپانی برادران وارنر منتشر شد.
فیلم دیگری با همین داستان، با عنوان The Invisible Witness (شاهد نامرئی) در سال ۲۰۱۸ توسط کمپانی برادران وارنر منتشر شده است.